# Den smala vägen
Denna artikel handlar om Frida Stéenhoffs drama Den smala vägen. För Scott M. Pecks roman med samma namn, se Den smala vägen (roman).
Den smala vägen - Skådespel i tre akter är ett drama av Frida Stéenhoff, skrivet under pseudonymen Harold Gote 1910. Pjäsen "är en politisk inlaga som talar för det utomäktenskapliga barnets rätt till arv efter fadern och för kvinnans rätt till inflytande". Den smala vägen hade urpremiär 22 februari 2008 på Stockholms Stadsteater.

## Handling
Handlingen utspelar sig "i en liten stad i södra Sverige". Pjäsen är vidare uppdelad i tre akter med ett varierande antal scener. Bakgrundshistorien är den att den trettonåriga Sven Fågel har blivit faderslös, men eftersom han är född utom äktenskapet går han miste om arvet. Aina Rosdal tar strid för Svens sak.

### Akt I
Den första akten inleds med en dialog mellan Agda och Fröken Tullberg, där dessa diskuterar dödsfallet. Sven kommer in och sällskapet diskuterar då var han ska bo någonstans, nu när fadern är död. Ingen lösning presenteras läsaren.
Håkan Person kommer in och börjar prata med Fröken Tullberg. Ett häftigt bråk utbryter, där det framkommer att Fröken Tullberg varit förälskad i Persons son, Nils, men att denne har begått självmord. Fröken Tullberg betvivlar emellertid sanningshalten i detta och anklagar istället Person för att ha mördat sonen.
Familjen Rosdal besöker gården. Läsaren får här veta att Aina och brodern inte har korresponderat på femton år och vidare att Aina inte hade någon kännedom om att brodern hade en son. Vidare framkommer att brodern testamenterat sin son arvet och sällskapet beger sig för att ordna detta. Testamentet är emellertid försvunnet och adjunkten anklagar Fröken Tullberg för att ha stulit det, varpå bråk utbryter.
Aina och Henry diskuterar Svens arv, där Aina menar att oavsett om testamentet återfinns eller ej, så bör Sven få pengarna. Henry motsätter sig och menar att lagen är det som ska följas, inte moralen. Detta blir startskottet för en process i vilken Aina börjar omvärdera den make hon har varit gift med i 25 år. Akten avslutas med att Aina omfamnar Sven och berättar att hon står på hans sida.

### Akt II
När den andra akten börjar har några veckor fortlöpt. Handlingen är förlagd till Rosdals residens i Stockholm.
Akten inleds med dialog mellan Herbert och Inga där Herbert anklagar modern för att vara "ett krångligt fruntimmer". Herbert kan därmed sägas sälla sig till faderns uppfattning.
Adjunkt Gardelli kommer på besök. Han meddelar Aina att han uppvaktat en riksdagsman, som åtagit sig att försöka få igenom en ny lag som ger utomäktenskapliga barn arvsrätt. Han uppmanar Aina att börja agitera, för att på så sätt förändra opinionen till deras fördel.
Håkan Person besöker Rosdals hem. Han är berusad, beväpnad och börjar genast att förolämpa Aina. Han är arg därför att Byråchefen Rosdal vill att han ska överta vårdnaden om Sven. Aina blir också förargad och uppmanar Person att skjuta henne. Byråchefen kommer in och ser Person med en pistol, varpå han försöker avväpna honom. I tumultet som utbryter avfyras vapnet, varpå Aina träffas i armen. Såret visar sig emellertid vara en skråma. Akten avslutas med att Aina svimmar.

### Akt III
Den tredje akten är förlagd till samma rum som den andra. Tre månader har nu fortlöpt.
Byråchefen försöker sluta fred med Aina. För att få henne att stanna i äktenskapet är han beredd att ge en viss summa pengar till Sven. Aina anser detta vara orättvist, men meddelar att hon ska tänka på saken några dagar.
Fröken Tullberg kommer på besök. Hon meddelar att hon har återfunnit testamentet och att det där står att Sven är ensam arvinge till faders pengar. En stund senare kommer även adjunkten och Sven på besök. Adjunkten meddelar att han besökt Riksdagen, som meddelat honom att han inte har fått gehör för sitt krav på en lagändring. När Sven lämnat sällskapet anklagar adjunkten Fröken Tullberg för att ha undangömt testamentet. Hon erkänner sig skyldig och förklarar att hon undangömt testamentet därför att hon hatade Svens morfar, Håkan Person, eftersom denne inte låtit henne gifta sig med Nils, hans son. Hon trodde vidare att Håkan skulle stjäla Svens arv.
Byråchefen och Herbert anländer till hemmet, där dessa meddelas att testamentet är återfunnet. Byråchefen gratulerar Sven och säger att han inte vill beröva honom något som enligt lagen är rättmätigt hans. Herbert vänder sig till modern och ber henne erkänna pappans rättrådighet. Hon svarar att han är fullkomlig när det gäller att följa lagen, men att detta inte är nog eftersom lagen glömmer kvinnor och barn. 

## Personer (urval)
- Sven Fågel, brorson till Aina Rosdal. Är utomäktenskapligt född och är därför inte berättigad till arvet efter sin nyss bortgångne fader, Grosshandlare Anton Fågel. Sven är tretton år gammal.
- Fru Aina Rosdal, faster till Sven Fågel. Hon kämpar för hans rätt att tillmätas arvet.
- Byråchefen Henry Rosdal, Ainas make.
- Herbert Rosdal, deras son.
- Inga Rosdal, hans hustru.
- Adjunkten Gardelli.
- Fröken Lina Tullberg, hushållerska hos Sven Fågels fader.
- Agda, hushållerska hos Gardelli.
- Hilma, jungfru hos byråchefen.
- Håkan Persson, Svens morfar.

## Utgåvor
Den smala vägen har getts ut två gånger: 1910 och 2008. 2008 års utgåva var ett samarbete mellan Stockholms Stadsteater och Rosenlarv Förlag.

## Uppsättningar
Den smala vägen spelades aldrig i anslutning till när den skrevs. Istället ägde urpremiären rum 22 februari 2008 på Stockholms Stadsteater. En tänkbar anledning till att den inte spelades i sin samtid är, enligt regissören Kajsa Isakson, att den var för politisk.

## Mottagande
Den smala vägen mottog goda recensioner när den återutgavs 2008. Dagensbok.com skrev "ett författarskap som mycket väl förtjänar att återupptäckas." Tidningen Kulturen skrev "Dramat har en rapp dialog där Stéenhoff hela tiden låter två sidor av myntet stå mot varandra på ett skickligt vis." Nummer.se kallade den en "feministisk fullträff".
Kajsa Isaksons uppsättning från 2008 mottog mycket goda recensioner.

## Intertextuella referenser
- Henry Rosdal liknar sin fru vid Don Quijote[12], där han menar att hon, precis som Don Quijote, slåss mot väderkvarnar, dvs. fiender som inte finns.